# Clásico de historia
El Shujing o Shu-ching o Clásico de historia es uno de los Cinco Clásicos de la antigüedad china.
Documentando la historia antigua de China, el Shujing contiene los escritos chinos más viejos de su clase. Consiste de 58 capítulos, 33 de los cuales son generalmente considerados auténticas obras del siglo IV a. C. o anteriores. Los primeros 5 capítulos pretenden preservar los dichos y memorias de las acciones de los emperadores que reinaron durante la legendaria época dorada china; los siguientes 4 son dedicados a la dinastía Xia; los 17 sucesivos tienen que ver con la dinastía Shang y los 32 capítulos finales se tratan de la dinastía occidental Zhou.